# Stine Schrøder Jensen
Stine Schrøder Jensen (18. marts 1973) er en dansk skuespiller, teaterinstruktør og dramatiker. Hun er uddannet på Statens Teaterskole (1999). Hun har spillet på blandt andet Folketeatret og Det Kongelige Teater og haft en række film- og tv-roller. Hun har også iscenesat på bl.a. Det Kongelige Teater og skrevet dramatik.

## Hæder
Stine Schrøder Jensen fik en Reumert for årets kvindelige birolle i 2001 for sin rolle i Strip på Folketeatret 2001, som blev hendes gennembrud. Hun fik i 2015 Poul Reumerts Mindelegat og Ole Haslunds Legat. I 2016 modtog hun Mogens Wieths Legat.

## Filmografi

### Film
- Seth (1999)
- Hvid nat (2007)
- Klassefesten (2011)
- Dan-Dream (2017)
- Jagtsæson (2019)
- Retfærdighedens ryttere (2020)
- Malous jul (2020)
- Sygeplejersken (2023, miniserie)